# Рядобжа
Рядобжа — деревня в Бережанской волости Островского района Псковской области.
Расположена на восточном приграничье города Остров, на левом (южном) берегу реки Великая (напротив деревни Городище).
Численность населения деревни по состоянию на 2000 год составляла 42 жителя.